# Colonialismo tóxico

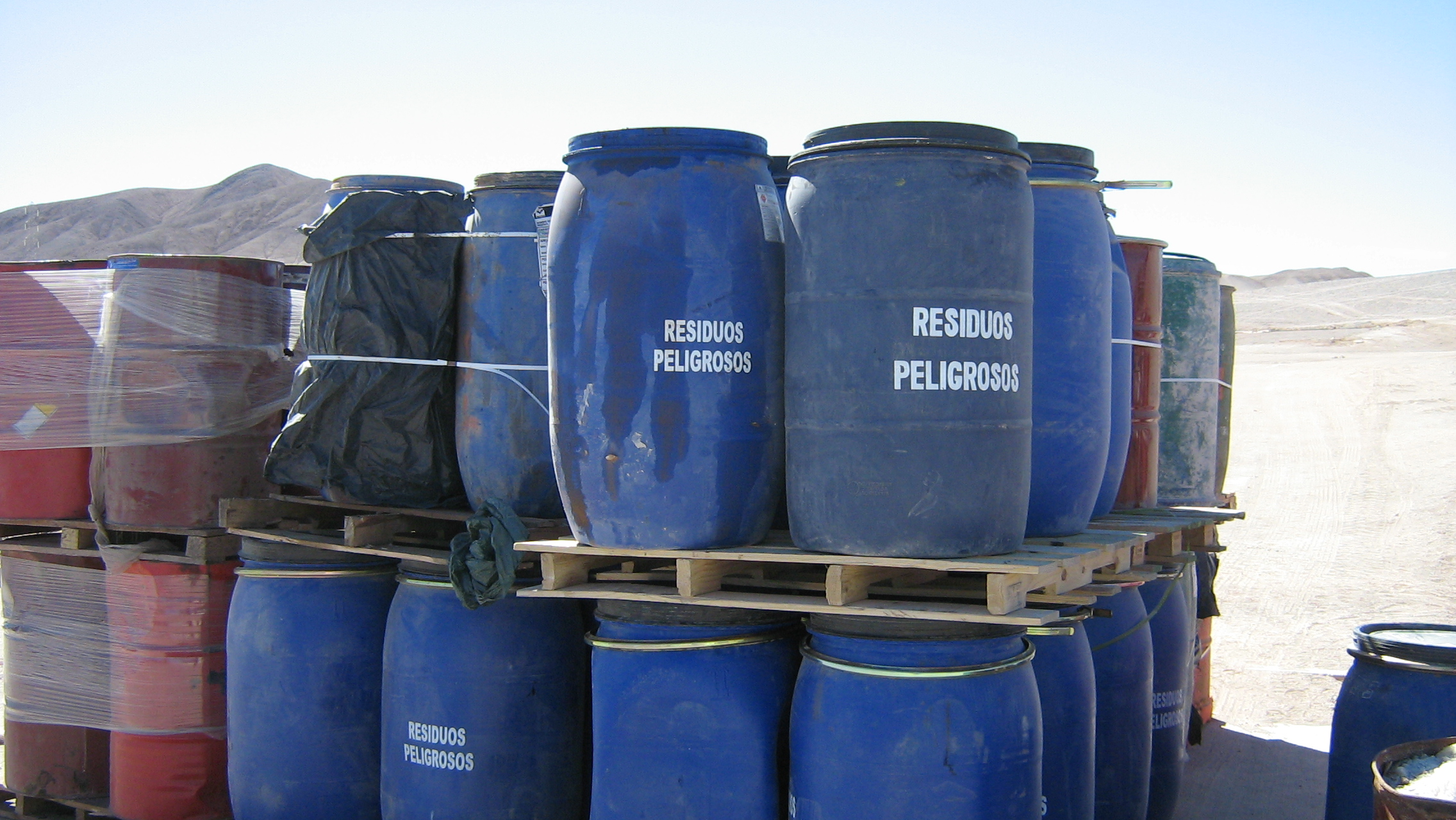
Barriles con residuos peligrosos

Se conoce como colonialismo tóxico, o colonialismo de desechos tóxicos, la práctica de exportar desechos peligrosos desde países desarrollados a países subdesarrollados para su eliminación.

## Antecedentes
En 1992, Jim Puckett de Greenpeace acuñó la frase colonialismo tóxico para referirse al vertido de desechos industriales de Occidente en territorios del Tercer Mundo. El término se refiere a las prácticas de las naciones desarrolladas que se deshacen de desechos tóxicos o residuos peligrosos enviándolos a zonas menos desarrolladas del mundo. Las comunidades afectadas suelen carecer de recursos, conocimientos, organización política o capital para resistir dicha práctica. En Estados Unidos, el término también puede aplicarse a la explotación de reservas de nativos americanos, donde las diferentes regulaciones ambientales permiten que la tierra se utilice más fácilmente como vertederos.

Según The Diplomat:
En la década de 1980, los países desarrollados comenzaron a endurecer la legislación en torno a la eliminación de desechos y las normas de salud. Como resultado, para evitar sus propias regulaciones ambientales y los altos costos asociados con ellas, las naciones ricas comenzaron a exportar su basura a las naciones en desarrollo. En lugar de gestionar y contener sus propios residuos plásticos y peligrosos, los países desarrollados los exportaron en contenedores a los países en desarrollo, que carecían de instalaciones adecuadas para almacenarlos o eliminarlos. En la década de 1980 se acuñó un nuevo término para describir esta práctica: "colonialismo de residuos".

## Significado
Ha habido numerosos efectos adversos del colonialismo tóxico tanto en las personas como en el medio ambiente, aunque un aspecto positivo que se reporta gracias a esta práctica incluye la obtención de ganancias económicas para las naciones en desarrollo que reciben dichas exportaciones. La historia muestra que el impacto general del vertimiento de desechos tóxicos en estas naciones ha sido devastador y ha comprometido gravemente todos los aspectos de la salud humana. En un estudio de caso para la Convención de Ginebra de 2010, el doctor Bashir Mohamed Hussein, detalló un relato de vertido de desechos tóxicos y radiactivos en Somalia y sus efectos: «El PNUMA... informó que la gente se quejaba de problemas de salud inusuales, incluyendo infecciones respiratorias agudas, tos seca intensa, sangrado bucal, hemorragia abdominal y reacción química inusual en la piel... Asimismo, los médicos somalíes y no somalíes que trabajan en Somalia han informado de una incidencia excesiva de cáncer, enfermedades desconocidas, abortos espontáneos de mujeres embarazadas y malformaciones infantiles».

### Aspectos socioeconómicos
A pesar de los numerosos efectos del colonialismo tóxico sobre la salud, se dice que estos efectos a menudo se ven eclipsados por los intereses económicos tanto de las naciones en desarrollo como de las desarrolladas. Uno de los principales aspectos socioeconómicos del colonialismo tóxico es la ganancia de capital y el dinero. Jennifer Kitt afirma que «los países desarrollados quieren ahorrarlo y los países en desarrollo quieren obtenerlo». Hay pocos informes sobre los problemas de salud a los que los países en desarrollo someten a sus pueblos mientras haya una ganancia monetaria o económica y el mundo desarrollado aproveche al máximo esto para ahorrar dinero, y «la riqueza y las brechas de ingresos entre las naciones en desarrollo y las naciones desarrolladas han aumentado continuamente a lo largo del siglo pasado. A medida que las naciones en desarrollo buscan impulsar el crecimiento económico, la aplicación de las pocas regulaciones vigentes sobre desechos peligrosos suele quedar en el camino. Muchas agencias en estos países en desarrollo no tienen la recursos para dar aprobaciones o hacer cumplir sus regulaciones».  A pesar de esto, «los países desarrollados generalmente tienen regulaciones ambientales cada vez más estrictas que rigen la eliminación interna de desechos peligrosos. Cuando los costos de cumplimiento se combinan con una mayor cantidad de desechos y la oposición local a la eliminación, generalmente producen costos de eliminación drásticamente incrementados para los desechos peligrosos».  Es eficaz para los países desarrollados buscar a los menos desarrollados y ofrecerles la idea de un alivio económico a un costo ambiental aparentemente menor, pero sustancial. En algunos casos, los fondos monetarios no son lo único que se intercambian entre países desarrollados y en desarrollo. Por ejemplo, «las partes en conflicto somalíes solían aceptar desechos peligrosos y altamente tóxicos a cambio de ejército y municiones».

## Progreso
Durante las últimas décadas, se han producido mejoras en la protección del medio ambiente que han intentado poner fin al vertido ilegal de residuos tóxicos en todo el mundo. La Convención de Basilea de 1989 fue un tratado firmado por 105 países que tenía como objetivo regular el transporte internacional de sustancias tóxicas. A pesar del tratado, millones de toneladas de materiales tóxicos y peligrosos continúan desplazándose cada año, tanto legal como ilegalmente, desde los países más ricos hacia los más pobres. La historia de la suburbanización revela que, si bien muchas fuerzas han contribuuido a la descentralización, ésta ha sido en gran medida excluyente.